# Fidaxomicine
Fidaxomicine (fidaxomycine) is een antibioticum dat geschikt is voor de behandeling van infecties met Clostridium difficile, die ernstige diarree veroorzaakt.
Fidaxomicine heeft een smal werkingsspectrum. Het is werkzaam tegen grampositieve anaërobe bacteriën, in het bijzonder tegen pathogene Clostridium difficile. Het is niet actief tegen gramnegatieve bacteriën en zeer weinig tegen Bacteroides-soorten, zodat het de andere, normaal voorkomende bacteriënsoorten in de darmflora minimaal verstoort.
Fidaxomicine is minstens even efficiënt tegen C. difficile als vancomycine en wordt ook goed verdragen. De meest voorkomende bijwerkingen zijn misselijkheid, braken en obstipatie.

## Toelatingen
De Amerikaanse farmaceutische onderneming Optimer Pharmaceuticals (later overgenomen door Cubist Pharmaceuticals) ontwikkelde een antibacterieel geneesmiddel op basis van fidaxomicine en bracht het onder de merknaam Dificid op de markt. Het werd in 2011 door de Amerikaanse Food and Drug Administration toegelaten. In Europa wordt het verkocht onder licentie door Astellas Pharma onder de merknaam Dificlir. Het Europees Geneesmiddelenbureau EMA verleende op 5 december 2011 een vergunning aan Astellas Pharma voor Dificlir.

## Productie
Fidaxomicine is een macrolide, een complexe macrocyclische verbinding die geproduceerd wordt bij de fermentatie van de bacterie Dactylosporangium aurantiacum subspecies hamdenesis. Het is ook bekend onder de naam tiacumicine B. Tiacumicines werden ontdekt door Abbott Laboratories in de Verenigde Staten. De ontdekking, isolering en structuur van tiacumicines is in 1987 gepubliceerd. Later bleek dat de stof identiek is aan lipiarmycine A3 dat met de bacterie Actinoplanes deccanensis wordt bekomen.

## Dosering
De aanbevolen dosering is tweemaal per dag 200 mg fidaxomycine gedurende 10 dagen. Fidaxomicine wordt oraal toegediend.